# Carl-Göran Lindelöw
Carl-Göran Lindelöw, född 30 maj 1920 i Nyköping, död 22 maj 2004 i Norrtälje ,var en svensk jurist och rådman och tillförordnad lagman i Östersunds tingsrätt från 1971 till 1985.
Lindelöw blev juris kandidat 1945 och genomförde tingstjänstgöring 1947–1949, innan han blev fiskal vid Svea hovrätt 1950. Han blev rådman vid Östersunds rådhusrätt 1955, var rådman i Östersunds tingsrätt från 1971 till 1985, som tillförordnad lagman mellan 1977 och 1981.
Lindelöw var son till chefredaktör Josef Lindelöw och hans maka Annie, född Belfrage. Han var gift med Kerstin, född Magnusson.